# Никопольская улица (Москва)
Ни́копольская улица — улица на юге Москвы в районе Бирюлёво Западное между Мелитопольской и Булатниковской улицами. Находится в промышленной зоне района. Нумерация домов начинается от Мелитопольской улицы, все дома имеют почтовый индекс 117403.

## История
В посёлке Красный Строитель, включённом в состав Москвы в 1960 году, была улица Ворошилова (в честь К. Е. Ворошилова, председателя Верховного Совета СССР), для устранения одноимённости 28 февраля 1966 года переименованная в Никопольскую. Нынешнее название происходит от города Никополь Днепропетровской области Украинской ССР.

## Здания и сооружения
На Никопольской улице расположены:
- д. 4 — производство и магазин парфюмерно-косметической компании «Фаберлик»[4], а также другие фирмы и организации[5][6]
- владение 6 — многочисленные (общим числом 14 строений) производственные и оптово-торговые предприятия на территории производственно-складского комплекса «Бирпарк»[7]

## Транспорт
К Никопольской улице по будням до 20:30 подходит автобус с970 (до 20.10.2021 имел номер 770), имеющий там конечную остановку «Промзона Бирюлёво» и разворот. После чего следует только в указанном направлении по Булатниковской, 3-й Никопольской, Мелитопольской улицам к станции МЦД-2 Покровское и станции метро «Пражская» до станции метро «Южная».
Кроме того, в пешей доступности от начала улицы есть станция МЦД-2 Красный Строитель.

## Фотографии

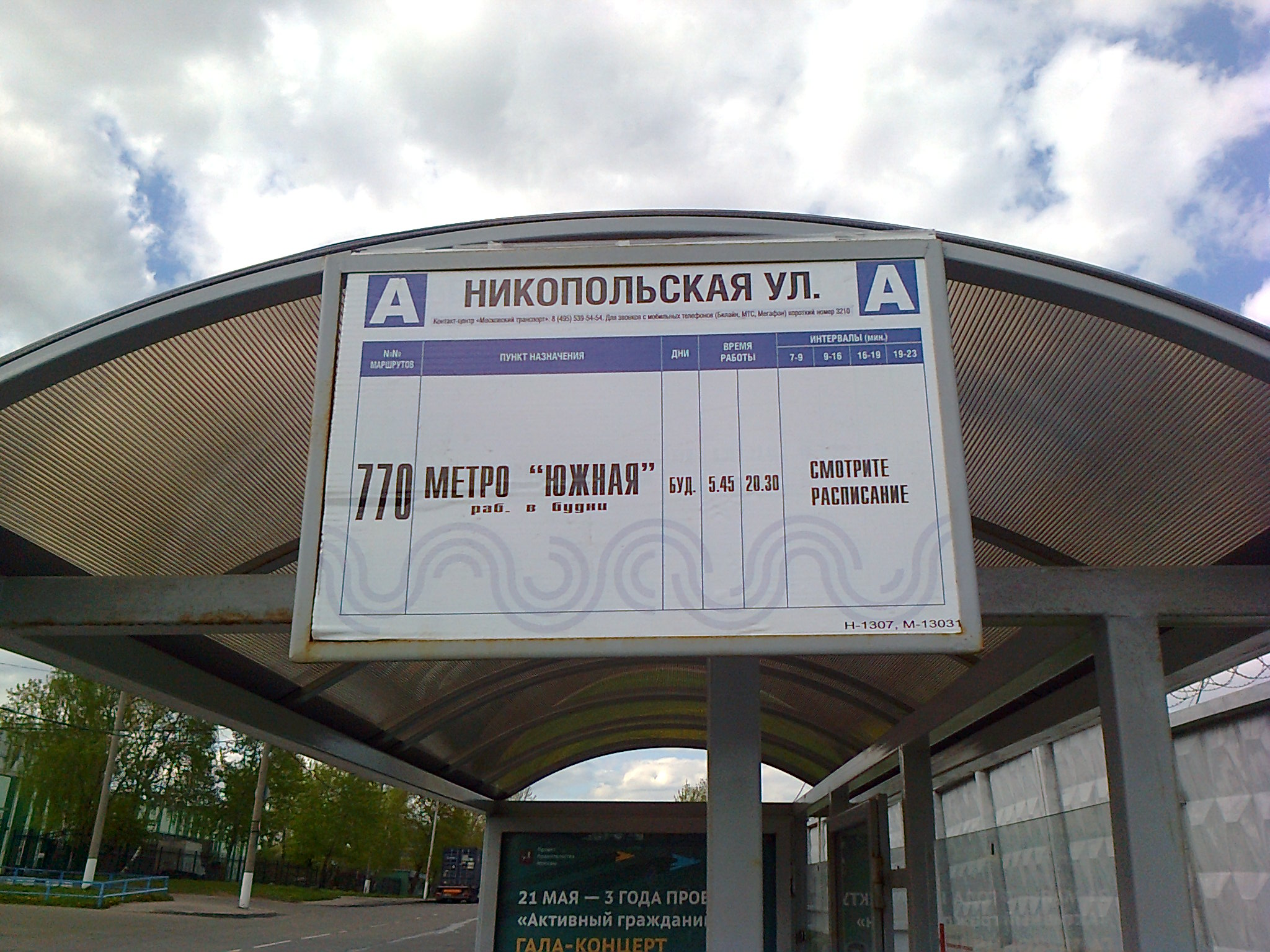
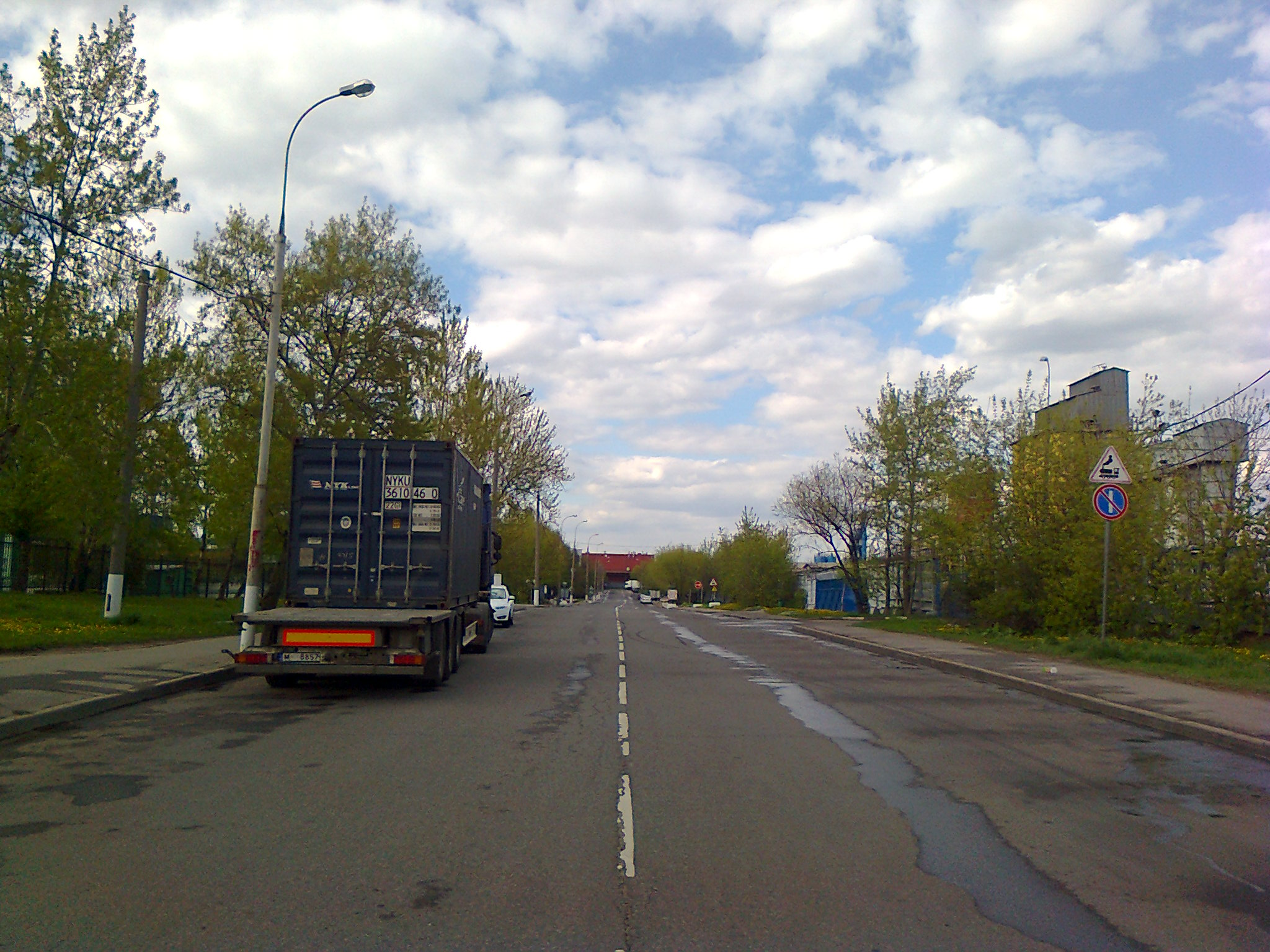
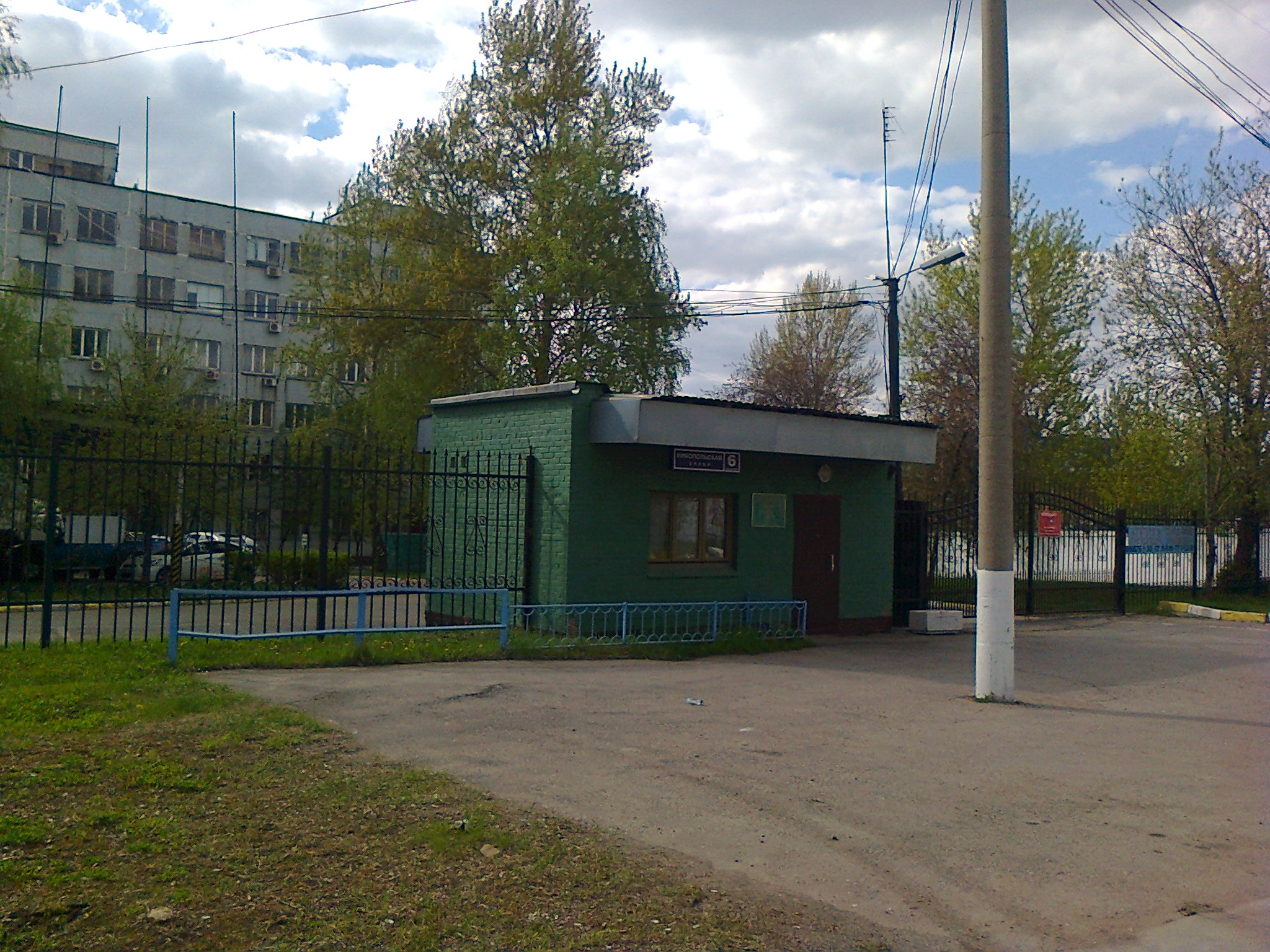
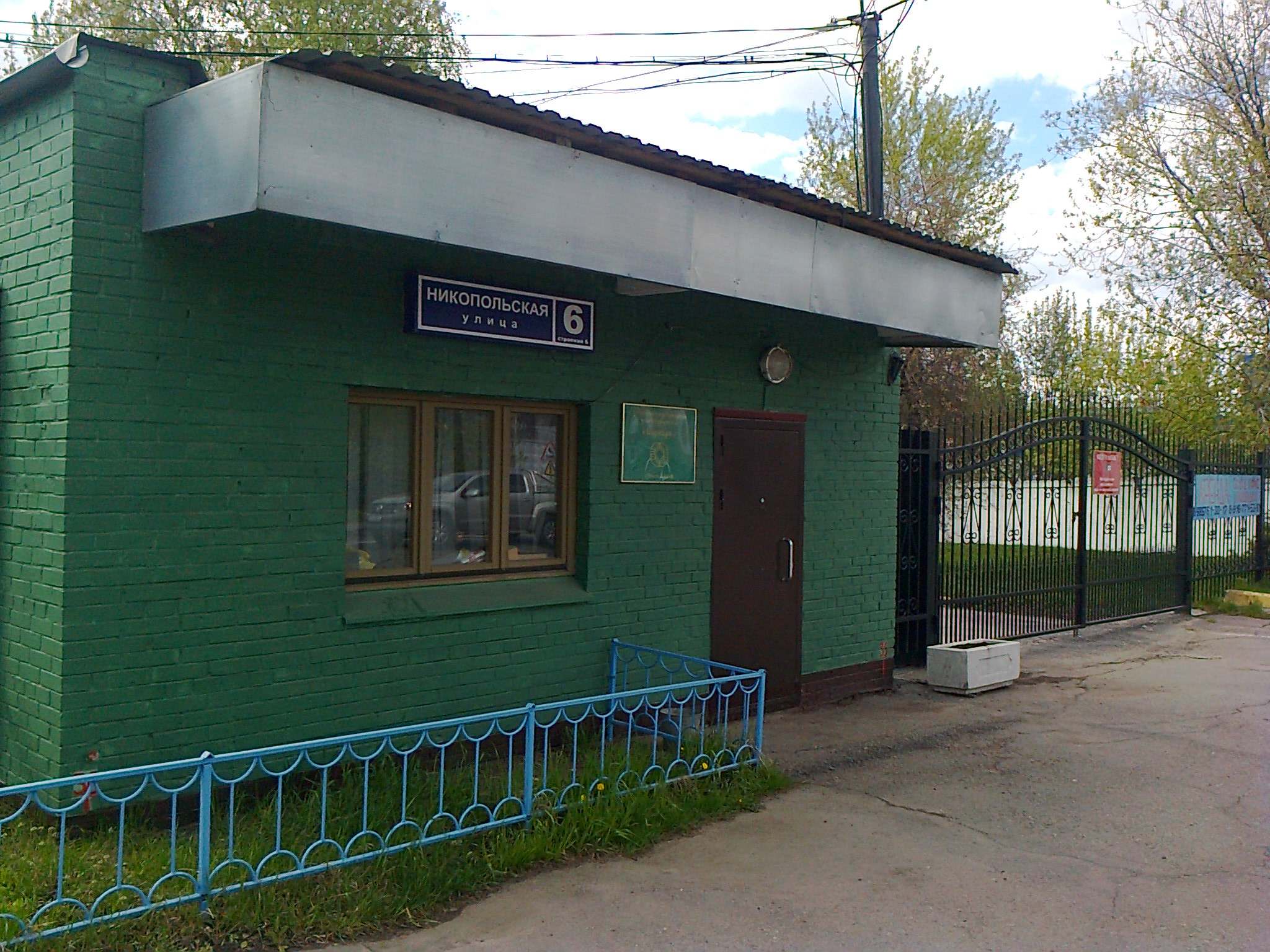
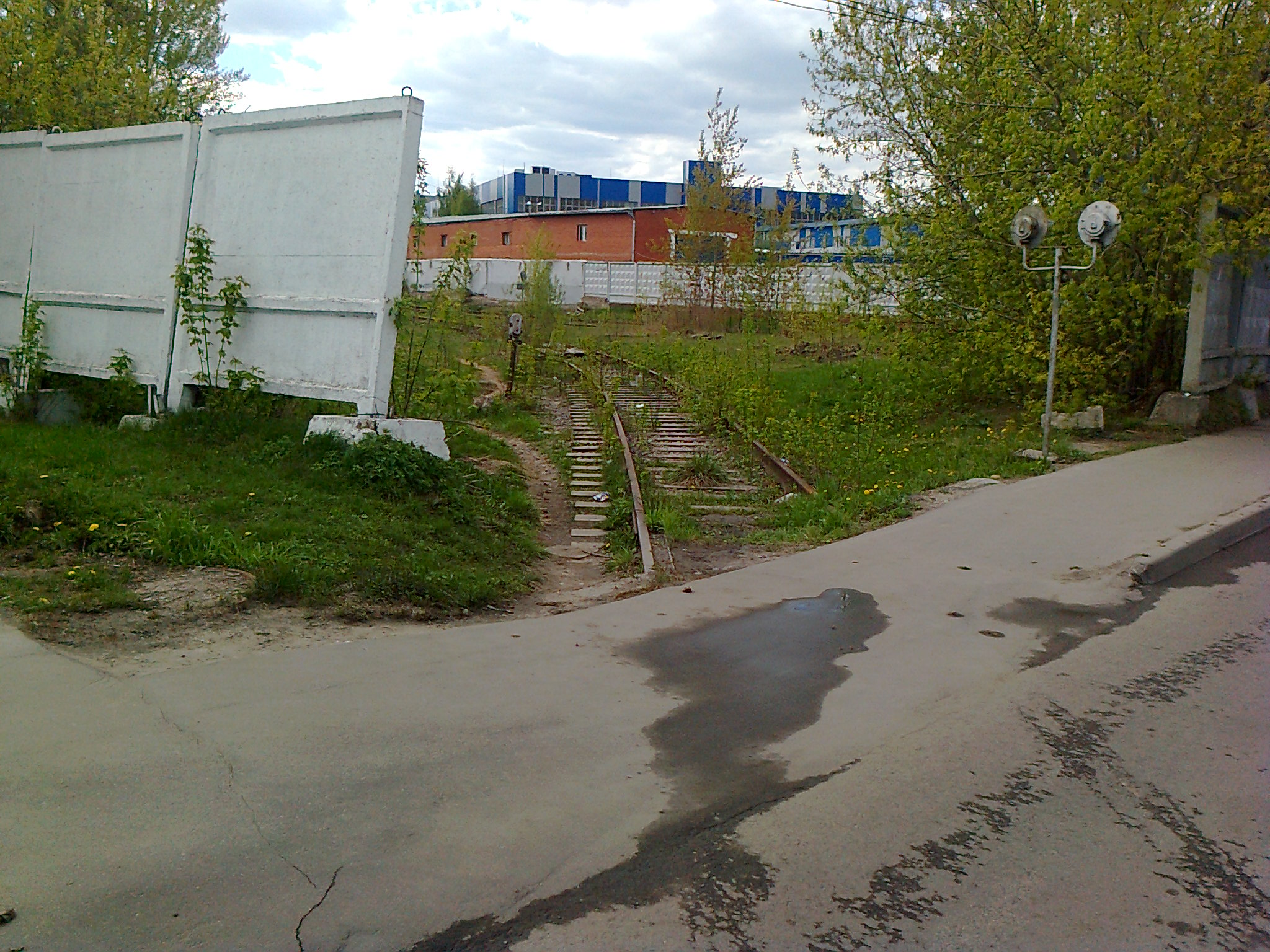
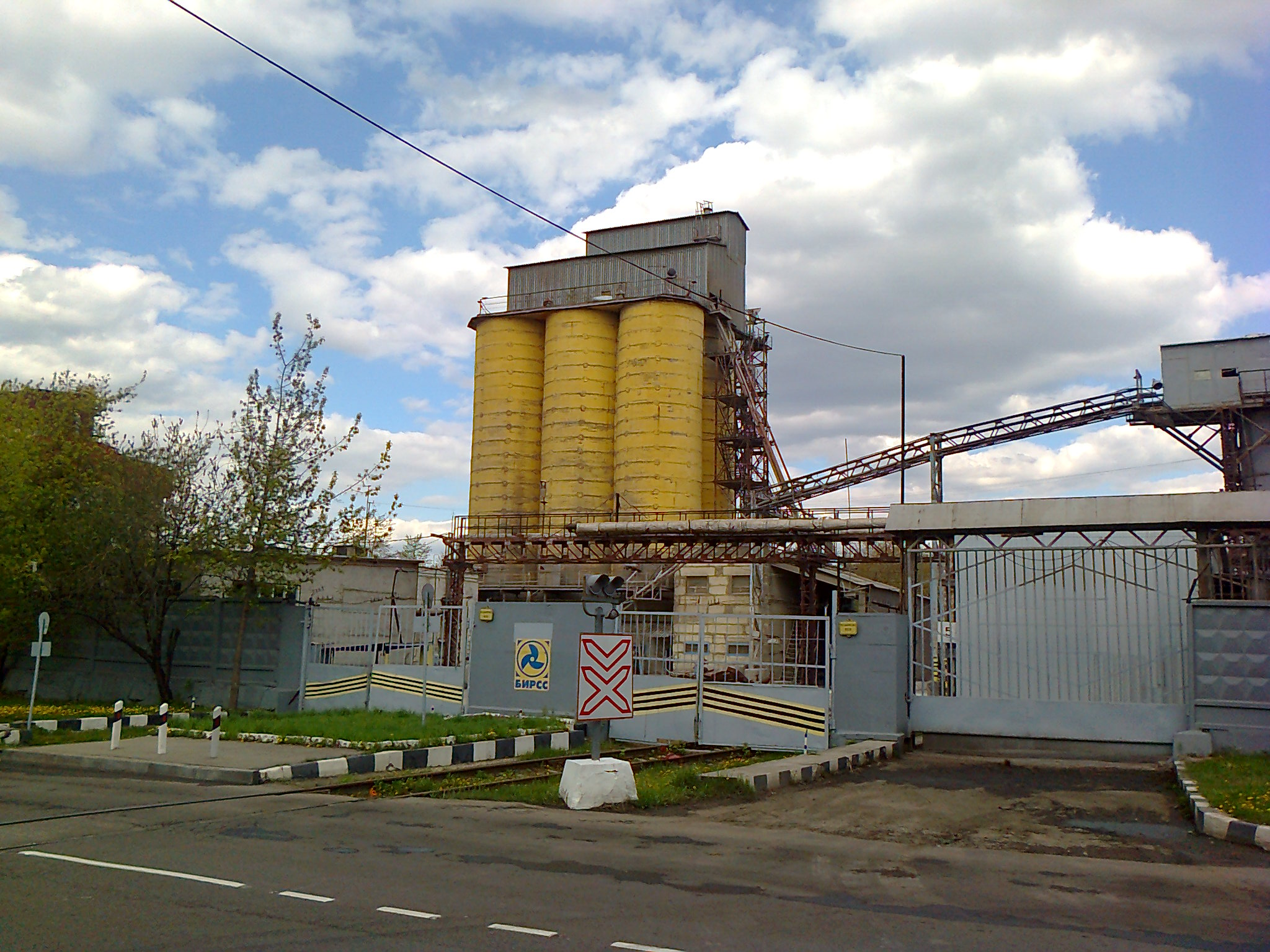
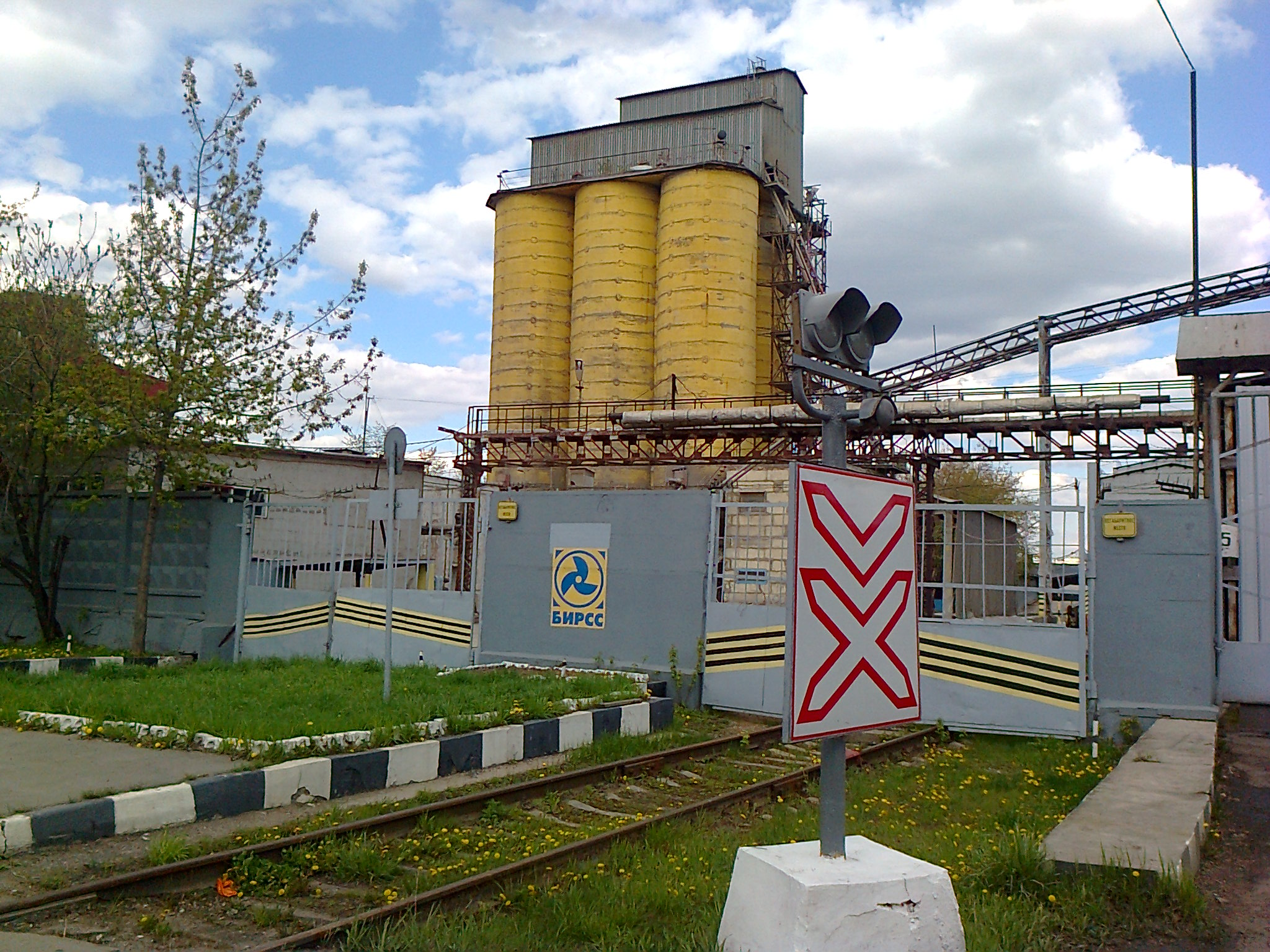
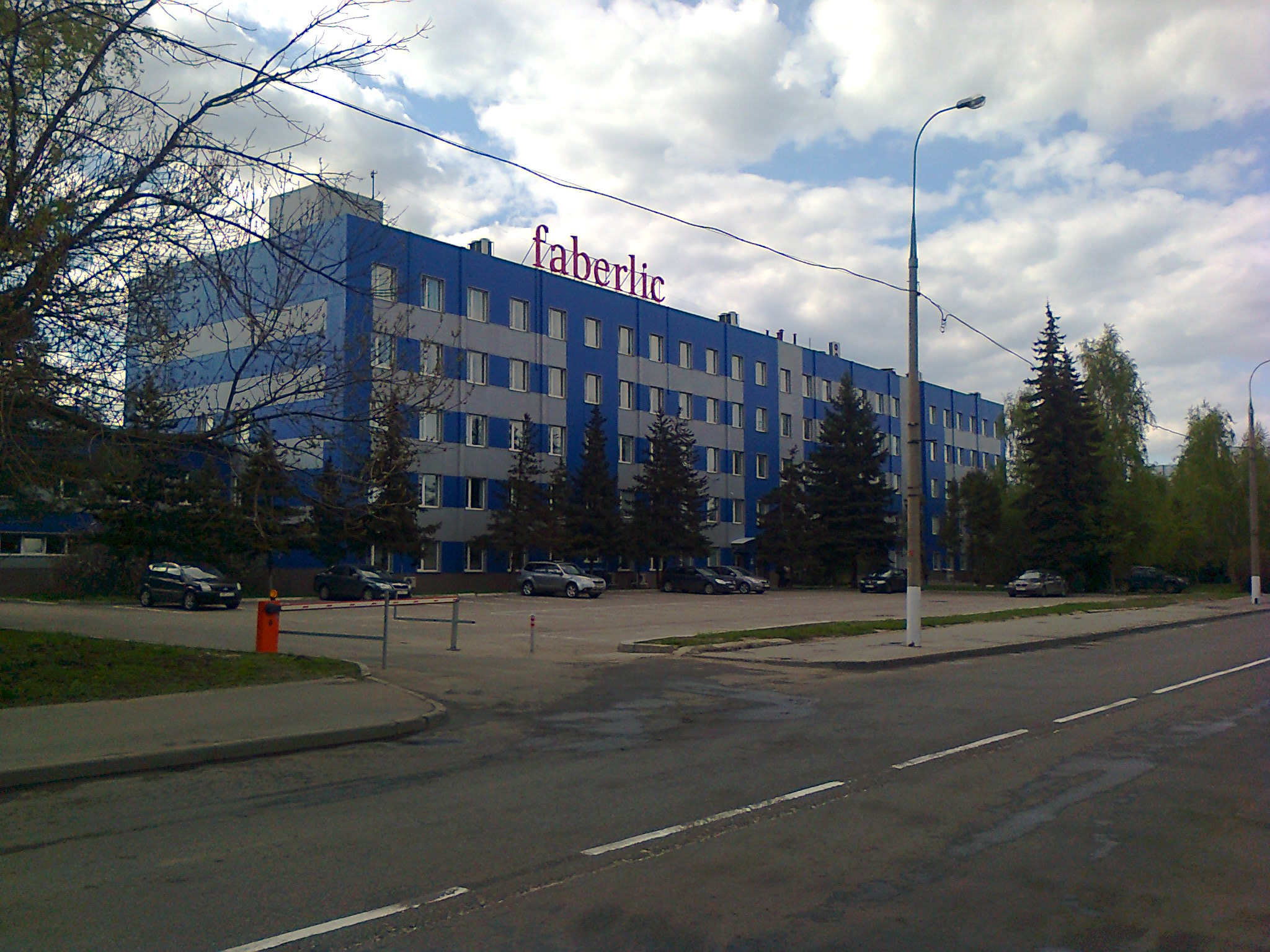
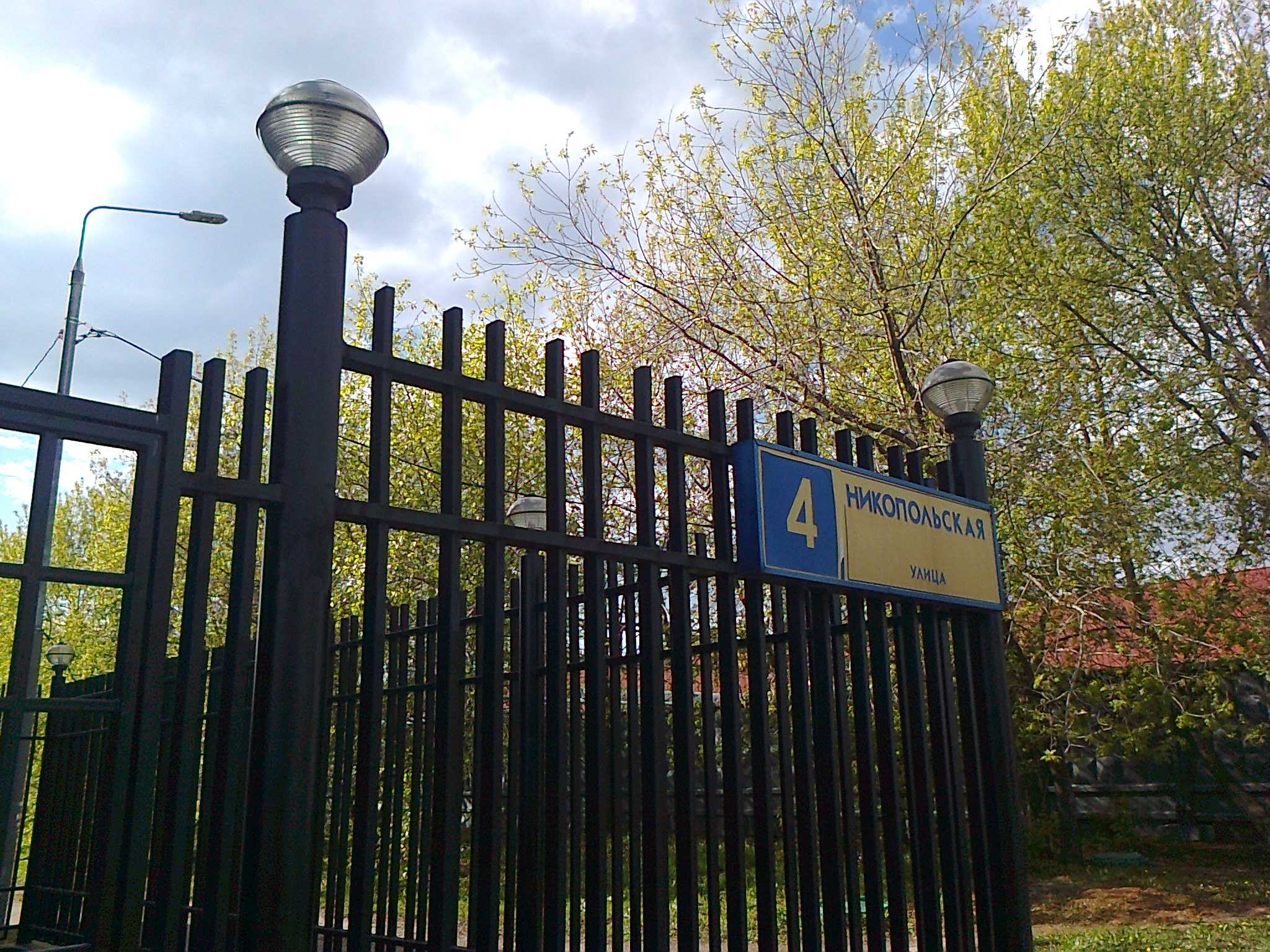
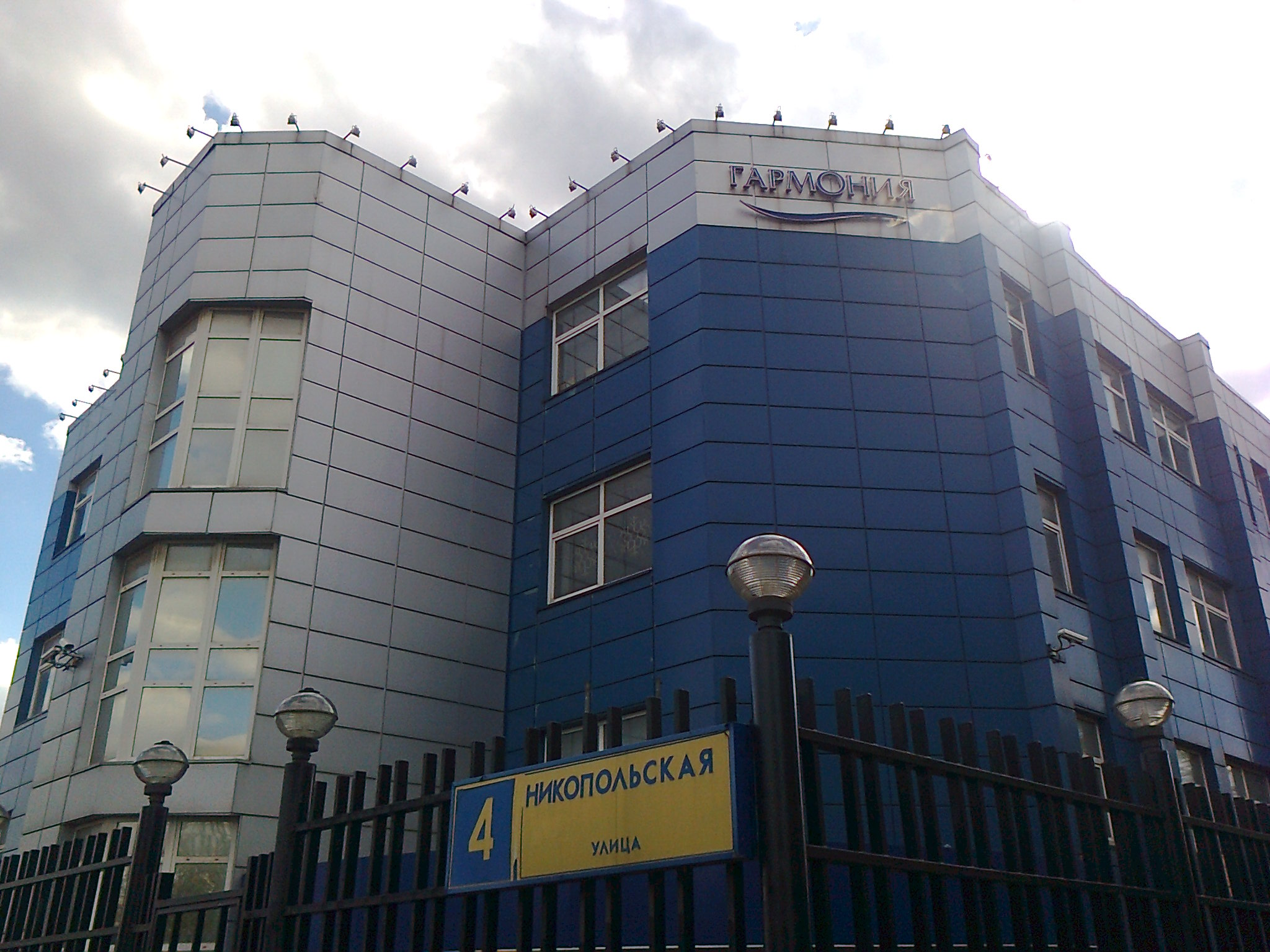